# Aachener Turn- und Sportverein Alemannia 1900 2004-2005
Questa voce raccoglie le informazioni riguardanti l'Aachener Turn- und Sportverein Alemannia 1900 nelle competizioni ufficiali della stagione 2004-2005.

## Stagione
Nella stagione 2004-2005 l'Alemannia, allenato da Dieter Hecking, concluse il campionato di 2. Bundesliga al 6º posto. In Coppa di Germania l'Alemannia fu eliminato al secondo turno dallo Bayern Monaco II. In Coppa UEFA l'Alemannia fu eliminato al terzo turno dallo AZ Alkmaar.

## Rosa
| N. |                        | Ruolo | Calciatore          |
| -- | ---------------------- | ----- | ------------------- |
| 1  | Germania (bandiera)    | P     | Stephan Straub      |
| 2  | Germania (bandiera)    | D     | Frank Paulus        |
| 3  | Germania (bandiera)    | D     | Alexander Klitzpera |
| 4  | Germania (bandiera)    | D     | Thomas Hengen       |
| 5  | Germania (bandiera)    | D     | Dennis Brinkmann    |
| 6  | Germania (bandiera)    | D     | Willi Landgraf      |
| 7  | Germania (bandiera)    | C     | Reiner Plaßhenrich  |
| 8  | Germania (bandiera)    | C     | Simon Rolfes        |
| 9  | Francia (bandiera)     | A     | Daniel Gómez        |
| 10 | Serbia (bandiera)      | C     | Ivan Petrović       |
| 11 | Paesi Bassi (bandiera) | A     | Erik Meijer         |
| 12 | Zambia (bandiera)      | D     | Moses Sichone       |
| 13 | Germania (bandiera)    | C     | Florian Bruns       |

| N. |                       | Ruolo | Calciatore           |
| -- | --------------------- | ----- | -------------------- |
| 15 | Germania (bandiera)   | P     | Marcus Hesse         |
| 16 | Scozia (bandiera)     | A     | Chris Iwelumo        |
| 17 | Germania (bandiera)   | D     | Thomas Stehle        |
| 18 | Portogallo (bandiera) | C     | Sérgio Pinto         |
| 19 | Germania (bandiera)   | A     | Jan Schlaudraff      |
| 20 | Germania (bandiera)   | A     | Jens Scharping       |
| 21 | Germania (bandiera)   | C     | Cristian Fiél        |
| 22 | Germania (bandiera)   | C     | Kai Michalke         |
| 23 | Romania (bandiera)    | C     | Laurențiu Reghecampf |
| 24 | Germania (bandiera)   | P     | Kristian Nicht       |
| 27 | Germania (bandiera)   | C     | Emil Noll            |
| 28 | Germania (bandiera)   | D     | Mirko Casper         |

## Organigramma societario
Area tecnica
- Allenatore: Dieter Hecking
- Allenatore in seconda: Dirk Bremser, Jörg Jakobs
- Preparatore dei portieri: Christian Schmidt
- Preparatori atletici:

## Calciomercato

### Sessione estiva
| Acquisti | Acquisti           | Acquisti          | Acquisti |
| R.       | Nome               | da                | Modalità |
| -------- | ------------------ | ----------------- | -------- |
| C        | Florian Bruns      | Union Berlino     |          |
| D        | Thomas Hengen      | Kaiserslautern II |          |
| A        | Chris Iwelumo      | Brighton          |          |
| P        | Kristian Nicht     | Norimberga        |          |
| C        | Emil Noll          | Aalen             |          |
| C        | Ivan Petrović      | Napredak Kruševac |          |
| C        | Reiner Plaßhenrich | Lubecca           |          |
| C        | Simon Rolfes       | Werder Brema      |          |
| A        | Jens Scharping     | Lubecca           |          |
| C        | Sérgio Pinto       | Schalke 04        |          |
| D        | Moses Sichone      | Colonia           |          |
| D        | Thomas Stehle      | Norimberga        |          |

| Cessioni | Cessioni           | Cessioni       | Cessioni |
| R.       | Nome               | da             | Modalità |
| -------- | ------------------ | -------------- | -------- |
| C        | Fabian Ewertz      | Osnabrück      |          |
| C        | Ivica Grlić        | Duisburg       |          |
| A        | Emmanuel Krontiris | Monaco 1860    |          |
| D        | Quido Lanzaat      | Monaco 1860    |          |
| D        | George Mbwando     | Jahn Ratisbona |          |
| C        | Karlheinz Pflipsen | Monaco 1860    |          |
| A        | Bachirou Salou     | Eupen          |          |

### Sessione invernale
| Acquisti | Acquisti             | Acquisti            | Acquisti |
| R.       | Nome                 | da                  | Modalità |
| -------- | -------------------- | ------------------- | -------- |
| C        | Laurențiu Reghecampf | Energie Cottbus     |          |
| D        | Mirko Casper         | Yurdumspor          |          |
| A        | Jan Schlaudraff      | Borussia M'gladbach |          |

| Cessioni | Cessioni     | Cessioni       | Cessioni |
| R.       | Nome         | da             | Modalità |
| -------- | ------------ | -------------- | -------- |
| D        | Stefan Blank | Kaiserslautern |          |

## Risultati

### 2. Bundesliga

#### Girone di andata
| Arbitro: | Brych |

|                 |           |           |
| Plaßhenrich 88’ | Marcatori | 77’ Meier |

| Arbitro: | Meyer |

|           |           |               |
| Sopić 40’ | Marcatori | 41’ Scharping |

| Arbitro: | Sippel |

|                                                                  |           |  |
| Rothenbach 10’ (aut.) Blank 32’ Michalke 56’ Eggimann 74’ (aut.) | Marcatori |  |

| Arbitro: | Drees |

|  |           |                     |
|  | Marcatori | 68’ Bruns 82’ Pinto |

| Arbitro: | Weiner |

|                   |           |                                      |
| Michalke 25’, 78’ | Marcatori | 61’ Cullmann 65’ Podolski 83’ Ebbers |

| Arbitro: | Kinhöfer |

|           |           |              |
| Curri 57’ | Marcatori | 58’ Michalke |

| Arbitro: | Albrecht |

|                                                             |           |            |
| Plaßhenrich 16’ Michalke 29’, 60’ Pinto 59’ Csik 70’ (aut.) | Marcatori | 88’ Lavrič |

| Arbitro: | Anklam |

|  |           |                                                     |
|  | Marcatori | 13’ Bruns 29’ Klitzpera 51’ (aut.) Mamić 64’ Rolfes |

| Arbitro: | Perl |

|                                         |           |            |
| Plaßhenrich 31’ Michalke 42’ Meijer 73’ | Marcatori | 79’ Benčík |

| Arbitro: | Marks |

|                  |           |  |
| Kreuz 51’ (rig.) | Marcatori |  |

| Arbitro: | Scheppe |

|                       |           |                 |
| Blank 9’ Michalke 22’ | Marcatori | 74’ Rietpietsch |

| Arbitro: | Stark |

|           |           |  |
| Houdt 43’ | Marcatori |  |

| Arbitro: | Gagelmann |

|              |           |           |
| Michalke 34’ | Marcatori | 47’ Kioyo |

| Arbitro: | Trautmann |

|                |           |                          |
| Reghecampf 14’ | Marcatori | 27’ Klitzpera 41’ Rolfes |

| Arbitro: | Kircher |

|                                                             |           |          |
| Rolfes 23’ Klitzpera 28’ Meijer 38’ Michalke 62’ Stehle 75’ | Marcatori | 10’ Shao |

| Arbitro: | Kemmling |

|                                        |           |             |
| Meijer 20’ Forkel 79’ (aut.) Gómez 90’ | Marcatori | 67’ Vuković |

| Arbitro: | Meyer |

|                                    |           |                       |
| Hilbert 4’ Feinbier 67’ Rösler 84’ | Marcatori | 5’ Fiél 80’ Scharping |

#### Girone di ritorno
| Arbitro: | Stark |

|              |           |  |
| van Lent 23’ | Marcatori |  |

| Arbitro: | Weiner |

|  |           |                                  |
|  | Marcatori | 28’ (rig.) Sopić 69’ Felgenhauer |

| Arbitro: | Anklam |

|  |           |                  |
|  | Marcatori | 66’ (rig.) Pinto |

| Arbitro: | Kempter |

|                              |           |                                  |
| Pinto 42’ (rig.) Sichone 55’ | Marcatori | 12’ Barut 33’, 89’ (rig.) Copado |

| Arbitro: | Wack |

|              |           |  |
| Podolski 88’ | Marcatori |  |

| Arbitro: | Perl |

|            |           |                                                    |
| Meijer 60’ | Marcatori | 29’, 84’ Juskowiak 49’ Trehkopf 61’ Demir 87’ Rehm |

| Arbitro: | Albrecht |

|                         |           |  |
| Kukiełka 40’ Lavrič 45’ | Marcatori |  |

| Arbitro: | Walz |

|                             |           |  |
| Budiša 31’ (aut.) Gómez 60’ | Marcatori |  |

| Arbitro: | Winkmann |

|            |           |                        |
| Hagner 65’ | Marcatori | 33’ Scharping 74’ Noll |

| Arbitro: | Schalk |

|                                        |           |             |
| Meijer 2’, 36’, 44’ Gómez 40’ Fiél 47’ | Marcatori | 90’ Richter |

| Oberhausen 10 aprile 2005, ore 15:00 CEST 28ª giornata | RW Oberhausen | 0 – 0 referto | Alemannia Aquisgrana | Niederrheinstadion (6 844 spett.)\| Arbitro: \| Fleischer \| |
| Arbitro:                                               | Fleischer     |               |                      |                                                              |

| Aquisgrana 18 aprile 2005, ore 20:15 CEST 29ª giornata | Alemannia Aquisgrana | 0 – 0 referto | Duisburg | Stadio Tivoli (20 632 spett.)\| Arbitro: \| Sippel \| |
| Arbitro:                                               | Sippel               |               |          |                                                       |

| Arbitro: | Frank |

|  |           |                             |
|  | Marcatori | 9’ (aut.) Haastrup 60’ Noll |

| Arbitro: | Dingert |

|                                                   |           |  |
| Noll 11’ Michalke 34’ Meijer 44’ (rig.) Gómez 80’ | Marcatori |  |

| Arbitro: | Weiner |

|                                            |           |  |
| Milchraum 24’ Vučićević 60’ Kolomazník 63’ | Marcatori |  |

| Arbitro: | Seemann |

|                               |           |                                  |
| Krejčí 59’ Younga-Mouhani 67’ | Marcatori | 40’ Sichone 56’ Stehle 90’ Bruns |

| Arbitro: | Wagner |

|  |           |             |
|  | Marcatori | 81’ Albertz |

### Coppa di Germania
| Arbitro: | Fleischer |

|  |           |                         |
|  | Marcatori | 5’ Scharping 68’ Meijer |

| Arbitro: | Marks |

|                   |           |               |
| Guerrero 14’, 84’ | Marcatori | 73’ Scharping |

### Coppa UEFA

#### Fase ad eliminazione diretta
| Arbitro: | Richards |

|               |           |                                                            |
| Björnsson 85’ | Marcatori | 12’, 14’ Michalke 44’ Meijer 89’ Klitzpera 90’ Plaßhenrich |

| Colonia; 30 settembre 2004, ore 20:00 CEST Primo turno | Alemannia Aquisgrana | 0 – 0 referto | FH Hafnarfjörður | RheinEnergieStadion (21 704 spett.)\| Arbitro: \| Tudor \| |
| Arbitro:                                               | Tudor                |               |                  |                                                            |

#### Fase a gironi
| Arbitro: | Trivković |

|            |           |  |
| Meijer 66’ | Marcatori |  |

| Arbitro: | Delević |

|                               |           |  |
| Aranda 7’ Baptista 77’ (rig.) | Marcatori |  |

| Arbitro: | Corpodean |

|                             |           |                                |
| Meijer 25’ Blank 89’ (rig.) | Marcatori | 38’ (rig.) Radimov 76’ Gorškov |

| Arbitro: | Shebek |

|  |           |                      |
|  | Marcatori | 57’ Meijer 84’ Gómez |

#### Fase ad eliminazione diretta
| Colonia; 17 febbraio 2005, ore 20:30 CET Terzo turno | Alemannia Aquisgrana | 0 – 0 referto | AZ Alkmaar | RheinEnergieStadion (38 038 spett.)\| Arbitro: \| Kasnaferis \| |
| Arbitro:                                             | Kasnaferis           |               |            |                                                                 |

| Arbitro: | Čeferin |

|                             |           |            |
| van Galen 62’ Mathijsen 80’ | Marcatori | 31’ Meijer |

## Statistiche

### Statistiche di squadra
| Competizione      | Punti | In casa | In casa | In casa | In casa | In casa | In casa | In trasferta | In trasferta | In trasferta | In trasferta | In trasferta | In trasferta | Totale | Totale | Totale | Totale | Totale | Totale | DR  |
| Competizione      | Punti | G       | V       | N       | P       | Gf      | Gs      | G            | V            | N            | P            | Gf           | Gs           | G      | V      | N      | P      | Gf     | Gs     | DR  |
| ----------------- | ----- | ------- | ------- | ------- | ------- | ------- | ------- | ------------ | ------------ | ------------ | ------------ | ------------ | ------------ | ------ | ------ | ------ | ------ | ------ | ------ | --- |
| 2. Bundesliga     | 54    | 17      | 9       | 3       | 5       | 40      | 22      | 17           | 7            | 3            | 7            | 20           | 18           | 34     | 16     | 6      | 12     | 60     | 40     | +20 |
| Coppa di Germania | -     | 0       | 0       | 0       | 0       | 0       | 0       | 2            | 1            | 0            | 1            | 3            | 2            | 2      | 1      | 0      | 1      | 3      | 2      | +1  |
| Coppa UEFA        | -     | 4       | 1       | 3       | 0       | 3       | 2       | 4            | 2            | 0            | 2            | 8            | 5            | 8      | 3      | 3      | 2      | 11     | 7      | +4  |
| Totale            | 54    | 21      | 10      | 6       | 5       | 43      | 24      | 23           | 10           | 3            | 10           | 31           | 25           | 44     | 20     | 9      | 15     | 74     | 49     | +25 |

### Andamento in campionato
| Giornata  | 1 | 2 | 3 | 4 | 5 | 6 | 7 | 8 | 9 | 10 | 11 | 12 | 13 | 14 | 15 | 16 | 17 | 18 | 19 | 20 | 21 | 22 | 23 | 24 | 25 | 26 | 27 | 28 | 29 | 30 | 31 | 32 | 33 | 34 |
| --------- | - | - | - | - | - | - | - | - | - | -- | -- | -- | -- | -- | -- | -- | -- | -- | -- | -- | -- | -- | -- | -- | -- | -- | -- | -- | -- | -- | -- | -- | -- | -- |
| Luogo     | C | T | C | T | C | T | C | T | C | T  | C  | T  | C  | T  | C  | C  | T  | T  | C  | T  | C  | T  | C  | T  | C  | T  | C  | T  | C  | T  | C  | T  | T  | C  |
| Risultato | N | N | V | V | P | N | V | V | V | P  | V  | P  | N  | V  | V  | V  | P  | P  | P  | V  | P  | P  | P  | P  | V  | V  | V  | N  | N  | V  | V  | P  | V  | P  |
| Posizione | 7 | 9 | 4 | 3 | 4 | 6 | 4 | 3 | 2 | 5  | 4  | 4  | 4  | 4  | 4  | 3  | 4  | 4  | 4  | 4  | 4  | 4  | 8  | 8  | 7  | 6  | 5  | 6  | 7  | 5  | 4  | 6  | 5  | 6  |

Legenda:

Luogo: C = Casa; T = Trasferta. Risultato: V = Vittoria; N = Pareggio; P = Sconfitta.

### Statistiche dei giocatori
| Giocatore      | 2. Bundesliga | 2. Bundesliga | 2. Bundesliga | 2. Bundesliga | Coppa di Germania | Coppa di Germania | Coppa di Germania | Coppa di Germania | Coppa UEFA | Coppa UEFA | Coppa UEFA  | Coppa UEFA | Totale   | Totale | Totale      | Totale     |
| Giocatore      | Presenze      | Reti          | Ammonizioni   | Espulsioni    | Presenze          | Reti              | Ammonizioni       | Espulsioni        | Presenze   | Reti       | Ammonizioni | Espulsioni | Presenze | Reti   | Ammonizioni | Espulsioni |
| -------------- | ------------- | ------------- | ------------- | ------------- | ----------------- | ----------------- | ----------------- | ----------------- | ---------- | ---------- | ----------- | ---------- | -------- | ------ | ----------- | ---------- |
| S. Blank       | 14            | 2             | 2             | 1             | 1                 | 0                 | 0                 | 0                 | 6          | 1          | 1           | 0          | 21       | 3      | 3           | 1          |
| D. Brinkmann   | 25            | 0             | 2             | 0             | 2                 | 0                 | 1                 | 0                 | 6          | 0          | 1           | 0          | 33       | 0      | 4           | 0          |
| F. Bruns       | 13            | 3             | 2             | 0             | 0                 | 0                 | 0                 | 0                 | 3          | 0          | 0           | 0          | 16       | 3      | 2           | 0          |
| M. Casper      | 1             | 0             | 0             | 1             | 0                 | 0                 | 0                 | 0                 | 0          | 0          | 0           | 0          | 1        | 0      | 0           | 1          |
| C. Fiél        | 24            | 2             | 4             | 0             | 2                 | 0                 | 0                 | 0                 | 6          | 0          | 2           | 0          | 32       | 2      | 6           | 0          |
| D. Gómez       | 23            | 4             | 1             | 0             | 0                 | 0                 | 0                 | 0                 | 4          | 1          | 0           | 0          | 27       | 5      | 1           | 0          |
| T. Hengen      | 0             | 0             | 0             | 0             | 0                 | 0                 | 0                 | 0                 | 0          | 0          | 0           | 0          | 0        | 0      | 0           | 0          |
| M. Hesse       | 0             | 0             | 0             | 0             | 0                 | 0                 | 0                 | 0                 | 0          | 0          | 0           | 0          | 0        | 0      | 0           | 0          |
| C. Iwelumo     | 9             | 0             | 0             | 0             | 1                 | 0                 | 0                 | 0                 | 4          | 0          | 0           | 0          | 14       | 0      | 0           | 0          |
| A. Klitzpera   | 28            | 3             | 3             | 1             | 2                 | 0                 | 1                 | 0                 | 8          | 1          | 0           | 0          | 38       | 4      | 4           | 1          |
| W. Landgraf    | 25            | 0             | 4             | 1             | 1                 | 0                 | 0                 | 0                 | 6          | 0          | 2           | 0          | 32       | 0      | 6           | 1          |
| E. Meijer      | 29            | 8             | 9             | 1             | 2                 | 1                 | 0                 | 0                 | 8          | 5          | 1           | 0          | 39       | 14     | 10          | 1          |
| K. Michalke    | 28            | 11            | 0             | 0             | 2                 | 0                 | 0                 | 0                 | 8          | 2          | 0           | 0          | 38       | 13     | 0           | 0          |
| K. Nicht       | 6             | 0             | 0             | 0             | 0                 | 0                 | 0                 | 0                 | 0          | 0          | 0           | 0          | 6        | 0      | 0           | 0          |
| E. Noll        | 19            | 3             | 5             | 0             | 1                 | 0                 | 0                 | 0                 | 3          | 0          | 1           | 0          | 23       | 3      | 6           | 0          |
| F. Paulus      | 9             | 0             | 1             | 0             | 2                 | 0                 | 0                 | 0                 | 5          | 0          | 0           | 0          | 16       | 0      | 1           | 0          |
| I. Petrović    | 4             | 0             | 1             | 0             | 0                 | 0                 | 0                 | 0                 | 0          | 0          | 0           | 0          | 4        | 0      | 1           | 0          |
| S. Pinto       | 27            | 4             | 5             | 0             | 2                 | 0                 | 0                 | 0                 | 6          | 0          | 1           | 1          | 35       | 4      | 6           | 1          |
| R. Plaßhenrich | 29            | 3             | 2             | 1             | 1                 | 0                 | 1                 | 0                 | 8          | 1          | 1           | 0          | 38       | 4      | 4           | 1          |
| L. Reghecampf  | 12            | 0             | 1             | 0             | 0                 | 0                 | 0                 | 0                 | 1          | 0          | 0           | 0          | 13       | 0      | 1           | 0          |
| S. Rolfes      | 28            | 3             | 3             | 0             | 2                 | 0                 | 0                 | 0                 | 7          | 0          | 1           | 0          | 37       | 3      | 4           | 0          |
| J. Scharping   | 23            | 3             | 1             | 0             | 2                 | 2                 | 0                 | 0                 | 3          | 0          | 0           | 0          | 28       | 5      | 1           | 0          |
| J. Schlaudraff | 15            | 0             | 3             | 0             | 0                 | 0                 | 0                 | 0                 | 1          | 0          | 0           | 0          | 16       | 0      | 3           | 0          |
| M. Sichone     | 33            | 2             | 7             | 0             | 2                 | 0                 | 0                 | 0                 | 7          | 0          | 4           | 0          | 42       | 2      | 11          | 0          |
| T. Stehle      | 19            | 2             | 5             | 1             | 1                 | 0                 | 1                 | 0                 | 4          | 0          | 0           | 1          | 24       | 2      | 6           | 2          |
| S. Straub      | 29            | 0             | 0             | 0             | 2                 | 0                 | 0                 | 0                 | 8          | 0          | 0           | 0          | 39       | 0      | 0           | 0          |